# ポン＝サント＝マリー
ポン＝サント＝マリー （Pont-Sainte-Marie）は、フランス、グラン・テスト地域圏、オーブ県のコミューン。

## 地理
オーブ県の中心部に位置し、コミューン内をセーヌ川が流れる。

## 歴史
最古の領主は、寄進を行ったシャンパーニュ伯である。アンリ1世がトロワのサン・ルー修道院に対して行った寄進は、1136年にローマ教皇インノケンティウス2世によって確認され、アンリ1世は1157年に同じくトロワのサンテティエンヌ参事会教会に対して寄進を行っている。参事会教会は、1750年まで橋の上を通行する権利を持っていた。
村には役場の機能が置かれ、1244年に司教は、ポンの役場の死んだ男女の手からは税を免除していた。

## 人口統計
2016年時点のコミューン人口は5070人であり、2011年の人口と比較すると4.67%増加している。
| 1962年 | 1968年 | 1975年 | 1982年 | 1990年 | 1999年 | 2005年 | 2016年 |
| ------ | ------ | ------ | ------ | ------ | ------ | ------ | ------ |
| 1848   | 2128   | 3073   | 4915   | 4856   | 4936   | 4848   | 5070   |

参照元:1962年から1999年までは複数コミューンに住所登録をする者の重複分を除いたもの。それ以降は当該コミューンの人口統計によるもの。1999年までEHESS/Cassini、2006年以降INSEE

## 史跡

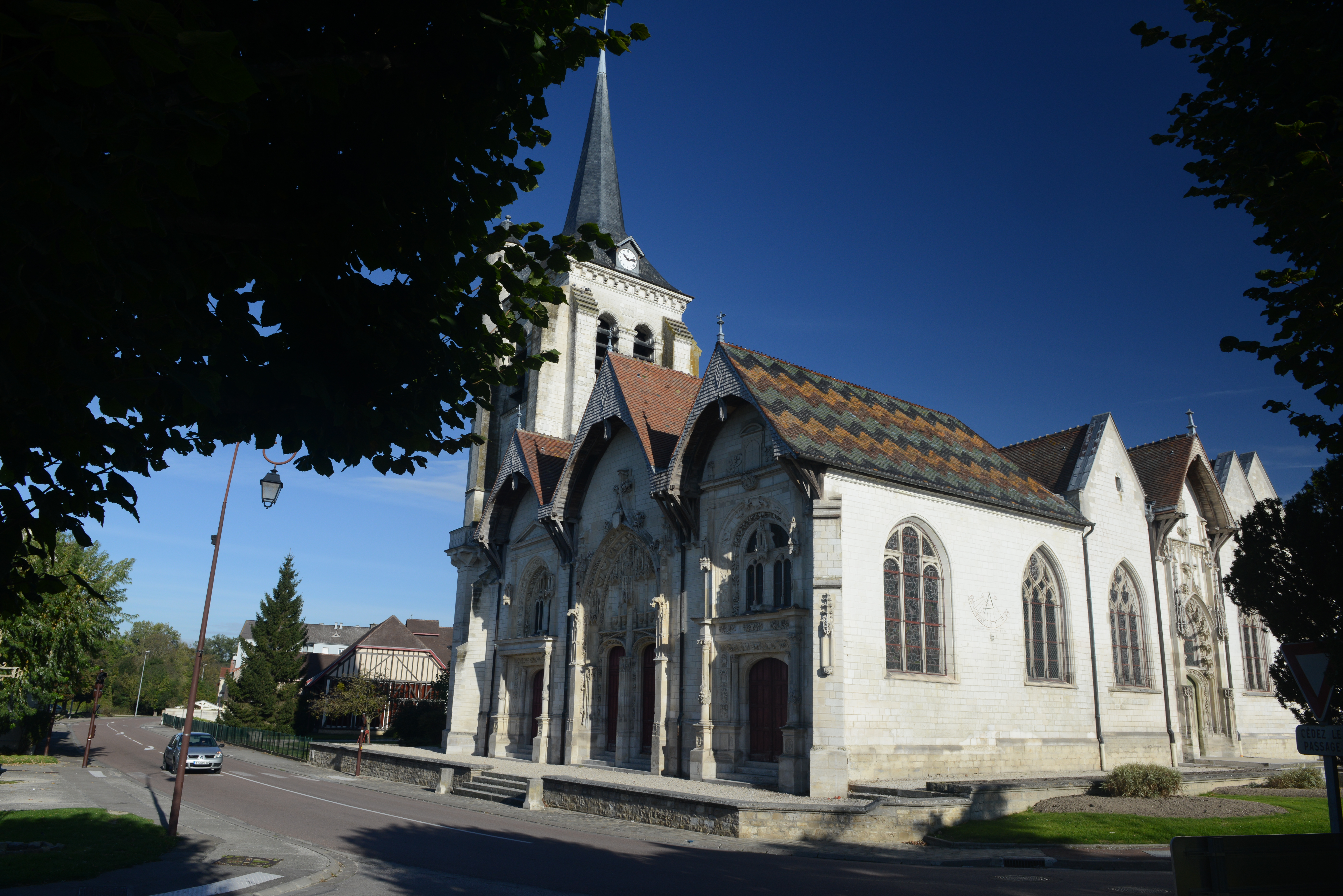
ノートル・ダム・ド・ラソンプション教会

- ノートル・ダム・ド・ラソンプション教会 - 16世紀建設。原型はゴシック様式。建築様式は後にルネサンス様式で建設されたように進化している。教会内部のスタールは、彫刻家フランソワ・ジョゼフ・ヴァルタの手によるもの。歴史的記念物[6]
- ル・ラブラ - トロワとポン＝サント＝マリーの両方にまたがっていた古い集落。トロワのサン・ニジエ教会の教区に属した。1161年以降、ル・ラブラのブドウ畑はトロワのサン・ルー修道院に属した[7]。テュルパン家所有のマノワールもあったが、1913年に消滅している。
- ル・ポン＝サンテュベール - 集落。1785年にシャンパーニュ執事長が集落を特別な受諾者とする命令を出しても、ポンの村と共同体をつくっていた。そこには水車と、旧セーヌ川上でトロワとポン＝サント＝マリーとをつなぐ木造の橋があった。